# Храм Артемиды Эфесской

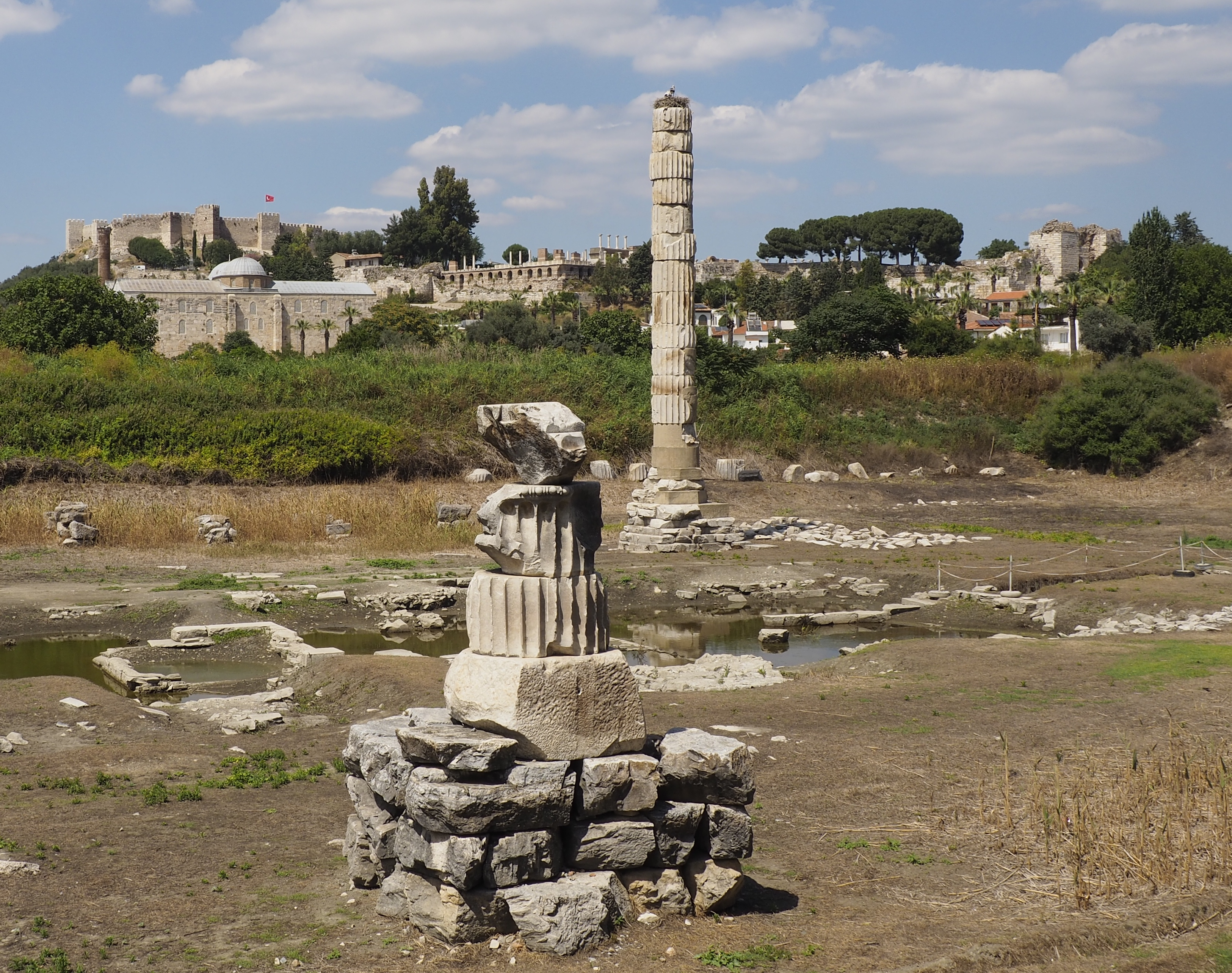
Современный вид на руины храма

Храм Артеми́ды в Эфе́се, известный также как Храм Диа́ны — одно из Семи чудес античного мира, греческий храм, посвящённый местному культу богини Артемиды. Находился в греческом городе Эфесе на побережье Малой Азии, в настоящее время — на юге провинции Измир, Турция.
Храм пережил несколько жизненных циклов. Самая ранняя версия храма (теменос) датируется ещё бронзовым веком. Александрийский учёный и поэт Каллимах в своём «Гимне Артемиде» приписывал его сооружение амазонкам. В VII веке до нашей эры этот храм был разрушен наводнением. Затем около 550 года до н. э. началась реконструкция, а фактически — сооружение нового, куда большего по размерам храма, которое вёл знаменитый зодчий Херсифрон вместе с сыном Метагеном. Строительство этого храма длилось около двух веков и было завершено около 380 года до н. э. архитекторами Деметрием и Пеонием. В 356 году до н. э. храм был сожжён Геростратом, но через некоторое время восстановлен. Последняя версия храма, на восстановление которого выделил средства Александр Македонский, описана в труде Антипатра Сидонского «Семь чудес света»:
В IV веке н. э. храм был закрыт в связи с провозглашением христианства государственной религией Римской империи и разрушен. В настоящее время на этом месте сохранились только фрагменты последнего храма.

## Культ Артемиды у древних греков

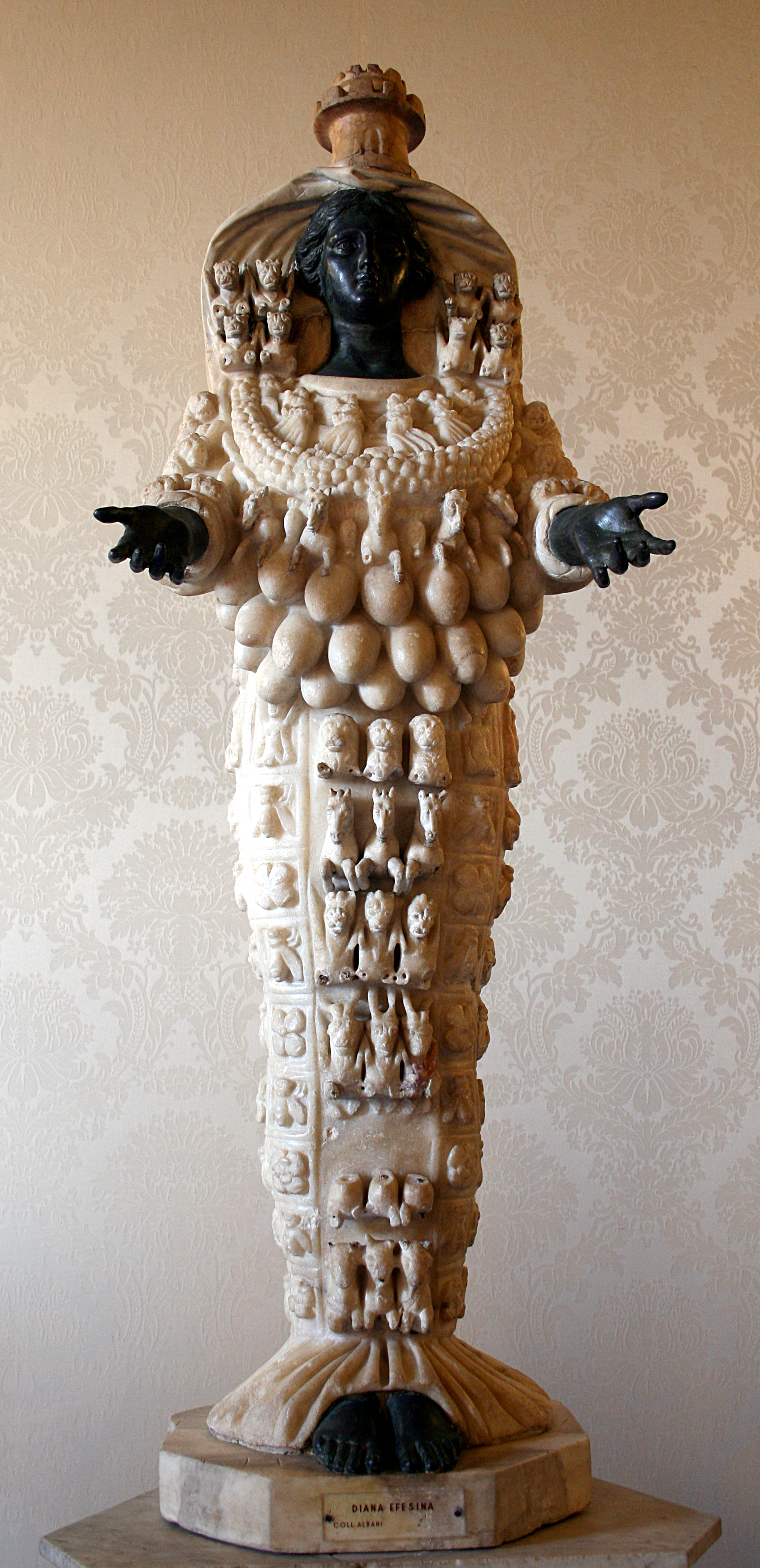
Многогрудая Артемида Эфесская, I век н. э., Эфесский археологический музей

Артемида в древнегреческой мифологии была вечно юной богиней охоты, плодородия, женского целомудрия, покровительницей всего живого на Земле, дающей счастье в браке и помощь при родах, позднее — богиней Луны (её брат Аполлон был олицетворением Солнца). У Гомера — образ девичьей стройности, покровительница охоты. В шестой день третьего (Боедромиона) месяца греки проводили жертвоприношение Артемиде Агротере.
Святыни Артемиды, посвящённые ей храмы и фестивали («Артемизии») проходили по всему греческому миру. Особой известностью пользовались эфесские Артемизии. Во времена Древней Греции, и позже, при римском правлении, эфесские Артемизии превращались в важнейшее событие панэллинских фестивалей и стали частью греческой политической и культурной самобытности. Помимо всего остального, эти фестивали были хорошей возможностью для не состоявших в браке найти себе пару. Артемизии включали всевозможные игры, конкурсы, театрализованные представления во имя богини. Плиний Старший описывает Артемизии в своём труде «Естественная история», празднества запечатлел на своих картинах художник Апеллес, друг Александра Македонского. В эпоху Римской империи император Коммод (177—192 гг. н. э.) поощрял Артемизии и дал своё имя фестивальным играм.

### Особенности культа Артемиды в Эфесе

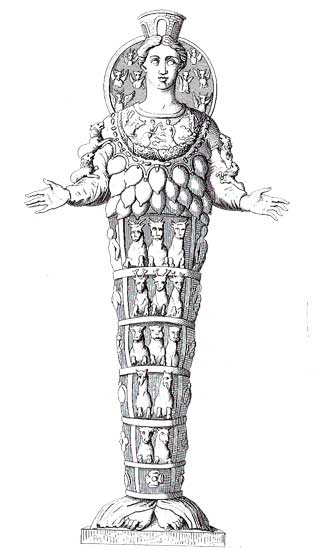
Многогрудая Артемида. Гравюра XVIII века, изображающая римскую реплику древнегреческого ксоана.

Культ Артемиды в Эфесе возводится к временам полумифического Андрокла и имел некоторые отличительные черты. В Эфесе богиню, которую греки связывали с Артемидой, почитали в виде архаичного, доэллинского идола — ксоана, которое было вырезано из дерева и украшено драгоценностями. Черты этого идола имеют мало сходства с древнегреческими божествами и более похожи на ближневосточные и египетские божества. Тело и ноги эфесского идола заключены в сужающуюся столбообразную фигуру. На монетах, чеканившихся в Эфесе, богиня изображена в «стенном венке» — атрибуте богини Кибелы как защитницы городов.
Предметы, похожие на виноградную гроздь, покрывающие грудь богини, традиционно принято интерпретировать как многочисленные сосцы, символизирующие плодовитость богини. Эта интерпретация идёт с поздней античности и привела к тому, что её стали называть Diana Efesia Multimammia и другими подобными эпитетами, типа Многогрудая, Полимастос (πολύμαστος). Однако соотнесение этих частей с грудями не встречается у античных языческих авторов, оно появляется только у христиан: впервые это отмечается в христианской литературе III—IV вв. н. э..
С 1970-х годов эта интерпретация поставлена под сомнение. Рядом исследователей высказывалась точка зрения, что эти атрибуты возможно, вообще не являются анатомическими деталями, поскольку у них отсутствуют соски и, кроме того, они отличаются по цвету от «тела» богини. Книббе и некоторыми другими исследователями высказывалась альтернативная точка зрения, что эти детали могли быть украшениями, ритуально помещенными на первоначальной статуе (возможно, тестикулы жертвенных быков), мутировавшими в поздних копиях в органично включённые в её облик элементы. Возможно также, что «груди» Артемиды Эфесской представляют собой изделия из янтаря в форме тыквы, эллиптические в поперечном сечении, с отверстиями для подвешивания. Они были обнаружены при археологических раскопках 1987—1988 гг. Эти предметы остались на том месте, где древнюю деревянную статую богини застало наводнение VIII века до н. э. Такая форма ювелирных изделий была разработана уже во время геометрического стиля.

## Местонахождение и история первого храма
Храм располагался недалеко от древнего города Эфес, примерно в 75 километрах к югу от современного города Измир, Турция. В настоящее время это окраина города Сельчук.
В архаическую эпоху на месте будущего знаменитого храма в Эфесе последовательно существовали три святилища (теменоса):
- VIII века до н. э.;
- середины VII века до н. э.;
- небольшой храм с двумя колоннами перед входом размером 16×31 м.

Точную дату сооружения первого святилища сложно оценить. Древнегреческий писатель и географ Павсаний (II век н. э.) полагал, что этот теменос старше знаменитого оракула Аполлона в Дидиме, сооружённого примерно в VII веке до н. э.. По оценке Павсания, доионическими жителями Эфеса были лелеги и лидийцы. Александрийский учёный и поэт Каллимах в своём «Гимне Артемиде» приписывал сооружение теменоса в Эфесе амазонкам, которые поклонялись Артемиде как своей покровительнице. Павсаний цитировал поэмы Пиндара, который утверждал, что основатели храма-амазонки были связаны с осадой Афин, но сам Павсаний, в отличие от Тацита, считал, что храм (теменос) появился раньше амазонок.
Современные археологические раскопки не подтвердили существования амазонок, упомянутых Каллимахом, но не противоречат утверждениям Павсания о древности этого места. Раскопки, которые в этом месте перед Первой мировой войной вёл британский археолог Дэвид Хогарт, позволяют идентифицировать остатки трёх последовательно сооружавшихся храмовых зданий. Раскопки 1987-88 гг. подтвердили, что на этом месте ещё в бронзовом веке находился храм с глиняным полом, сооружённый во второй половине VIII века до нашей эры. Храм в Эфесе представлял собой пример периферийного храма на побережье Малой Азии и, возможно, был самым ранним греческим храмом — периптером. Этот храм был разрушен наводнением в VII веке до н. э., которое насыпало над первоначальным глиняным полом слой песка и обломков толщиной более полуметра. Среди обломков были найдены фрагменты барельефа с изображением грифонов и Древа Жизни, по всей видимости, из северной Сирии, а также просверленные слитки янтаря эллиптического сечения. Вероятно, это были украшения ксоана эфесской богини, уничтоженного при наводнении. По оценке А.Баммера, хотя место храма подвергалось затоплению и в период между VIII и VI веками до н. э. было засыпано 2-метровым слоем иловых отложений, а с VI по IV века до н. э. — новым слоем в 2,4 метра, дальнейшее использование этого места «указывает на то, что сохранение идентичности фактического расположения сыграло важную роль в сакральной организации».
Гераклит Эфесский (VI—V века до н. э.) посвятил храму Артемиды свой труд «О природе».

## Второй храм
Строительство нового храма финансировалось, по крайней мере частично, царём Лидии Крёзом, который был правителем Эфеса. Проект нового храма был разработан примерно в 550 году до н. э. известным критским архитектором Херсифроном и его сыном Метагеном. Согласно проекту, здание храма имело 115 метров в длину и 46 метров в ширину, и, предположительно, было первым греческим храмом, построенным из мрамора. Периферийные колонны имели 13 метров в высоту, и стояли в два ряда, формируя широкий церемониальный проход вокруг целлы, где находилась статуя Артемиды. Тридцать шесть из этих колонн, по словам Плиния, были украшены резными барельефами. Скульптор Эндоиос создал новую статую богини из эбонита или почерневшего виноградного дерева и наиск, чтобы разместить её к востоку от алтаря под открытым небом.
Строительство второго храма длилось около двух веков и было завершено около 380 года до н. э. архитекторами Деметрием и Пеонием.
Храм стал важной достопримечательностью Эфеса, которую посещали купцы, путешественники и правители государств, многие из которых приносили Артемиде подношения в виде ювелирных украшений и различных товаров. Согласно легендам, храм также выступал в качестве убежища для тех, кто спасался от преследования или наказания.

### Храмовый клад

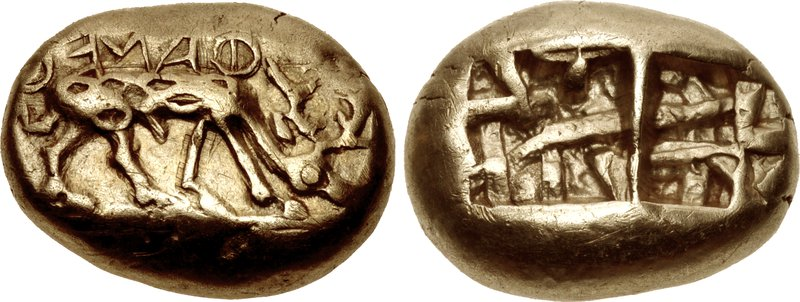
Одна из древнейших именных монет, из клада храма Артемиды. Монета изготовлена из электрума, отчеканена в Эфесе примерно в 625—600 гг. до н. э. Аверс: пасущийся олень, реверс: два пуансона, каждый с выпуклыми пересекающимися линиями

В позднейшие времена археологи обнаружили в развалинах храма клад, получивший название «клад Артемисиона», который насчитывал более тысячи предметов, в том числе, вероятно, древнейшие монеты, изготовленные из электрума (сплава серебра и золота). Клад в храме Артемиды является самым ранним из известных кладов, содержащих такие монеты. В этой коллекции имеются экземпляры монет, время чеканки которых оценивается примерно в 625—600 годы до н. э., с выбитыми надписями ΦΑΝΕΟΣ ΕΜΙ ΣΗΜΑ или просто ΦΑΝΕΟΣ («Фанес»). Об интерпретации этих надписей у нумизматов нет единой точки зрения. Согласно одной из гипотез, эту надпись следует интерпретировать как «Я — печать Фанеса» (знак принадлежности некоему Фанесу, который мог быть эфесским купцом), согласно другой, её следует воспринимать как посвящение Фанету — одному из эпитетов бога Аполлона, брата Артемиды.
Анализ фрагментов барельефа на самых низких барабанах храмовых колонн, хранящихся в Британском музее, показал, что для строительства второго храма использовались колонны предыдущей версии здания, которые были надлежащим образом декорированы. По-видимому, об этом не знал Плиний Старший, который в своей «Естественной истории» утверждал, что архитекторы нового храма решили построить его на болотистой местности в качестве меры предосторожности против землетрясений.

### Поджог Герострата
Согласно легенде, в 356 году до н. э., в ночь, когда в Пелле, столице Древней Македонии, родился будущий Александр Великий, некий тщеславный гражданин Эфеса по имени Герострат поджёг великий храм, желая таким образом прославиться. Плутарх по этому поводу писал, что Артемида была слишком занята рождением Александра, чтобы заниматься спасением своего храма.
Имя Герострата с тех пор стало нарицательным и вошло в историю, хотя по решению городского собрания должно было исчезнуть из памяти людей навечно. В официальных документах о нём говорится просто как об «одном безумце», однако историк Феопомп, рассказавший о преступлении Герострата, сохранил таким образом его имя для потомков.

## Третий храм

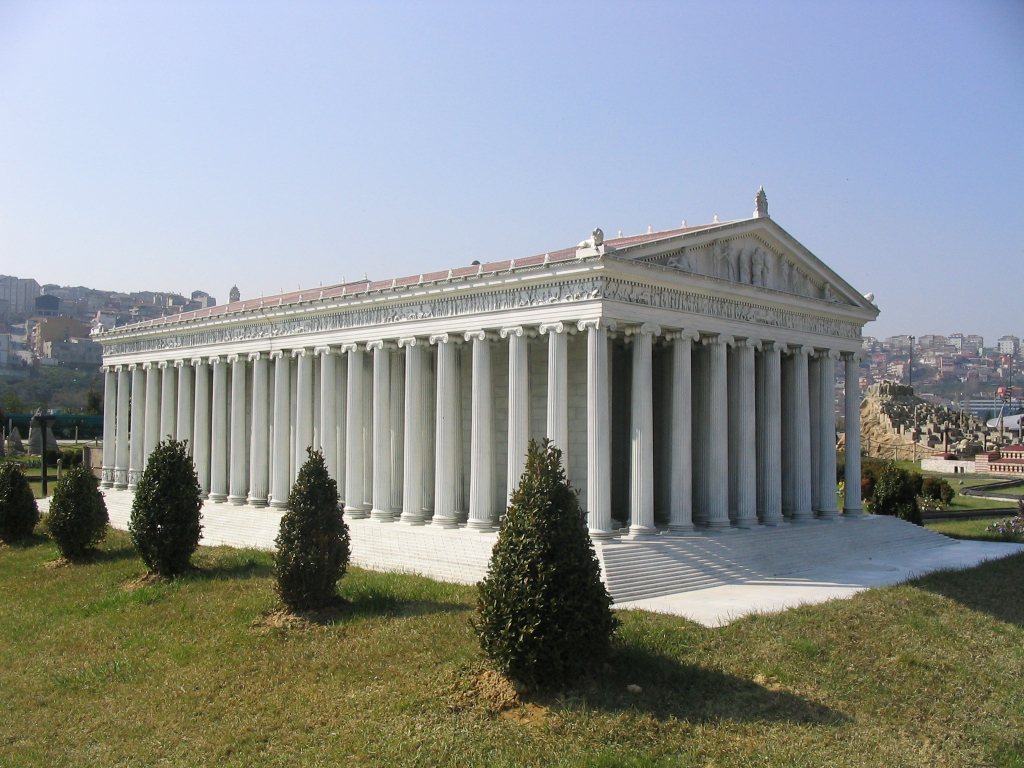
Масштабная модель храма (1:25) в парке Миниатюрк в Турции

Александр Македонский счёл необходимым восстановить храм и выделил средства на постройку нового «чуда света». Работы начались в 323 г. до н. э. и продолжались многие годы, к началу III века до н. э. храм был полностью восстановлен в прежнем виде. Архитектор Александр Дейнократ (согласно Страбону, его звали Хейрократ), руководивший работами, сохранил прежний план здания, подняв сооружение на более высокое ступенчатое основание. Третий храм был больше второго; 137 метров в длину, 69 метров в ширину и 18 метров в высоту. Крышу храма поддерживали 127 колонн, установленные в девять рядов. По преданию, каждая из этих колонн была даром одного из 127 царей. Внутри храм был украшен замечательными статуями работы Праксителя и рельефами Скопаса, но ещё более великолепными были картины этого храма. Так, в благодарность Александру Македонскому, выделившему средства на строительство, эфесцы заказали для храма его портрет художнику Апеллесу. Он изобразил полководца с молнией в руке, подобно Зевсу. Когда заказчики пришли принимать полотно, они были столь поражены совершенством картины и оптическим эффектом (казалось, что рука с молнией выступает из полотна), что заплатили автору двадцать пять золотых талантов — пожалуй, за следующие три века ни одному из художников не удавалось получить такой гонорар за одну картину.
Храм Артемиды использовался не только для проведения религиозных церемоний, а служил одновременно финансовым и деловым центром Эфеса. Храм был полностью независим от городских властей и управлялся коллегией жрецов.
Павсаний (ок. II в. н. э.) сообщает об алтаре в храме, посвящённом Артемиде Прототронии, и галерее изображений над этим алтарем, включая фигуру богини ночи Нюкты работы скульптора Рекуса (VI век до н. э.). Плиний описывает изображения амазонок — легендарных основательниц Эфеса, бывших под покровительством Артемиды Эфесской, — работы скульптора Скопаса. Различные источники описывают интерьер храма, украшенный картинами, позолоченными колоннами, а также изображениями божеств работы известных греческих скульпторов Поликлета, Фидия, Кресила и Фрадмона.
Третий храм существовал на протяжении шести веков, его описание многократно встречается в ранних христианских хрониках об Эфесе. Согласно Новому Завету, появление первых христианских миссионеров в Эфесе заставило местных жителей бояться бесчестия храма. Апокриф II века «Деяния Иоанна» включает в себя историю о разрушении храма Артемиды, согласно которой апостол Иоанн публично молился в храме, изгоняя его демонов, и «внезапно алтарь Артемиды раскололся на множество частей … и половина храма упала, мгновенно обратившись к ефесянам, которые плакали, молились или убегали».
В противовес этому, римский эдикт 162 г. н. э. признал важность ежегодного фестиваля Артемизий и официально включил его в литургический календарь Эфеса, увеличив его продолжительность с нескольких дней в марте-апреле до целого месяца.
В 268 году н. э., при правлении императора Галлиена, храм Артемиды подвергся разграблению и разрушению готами. Как отмечал готский историк VI века Иордан, «Респа, Ведук и Тарвар, предводители готов, взяли корабли и, переправившись через пролив Геллеспонтский 339, перешли в Азию 340; в этой провинции они разграбили много городов, а в Эфесе 341 сожгли славнейший храм Дианы».
Какой ущерб храму нанесли готы, неизвестно, но, по всей видимости, храм был отремонтирован, поскольку ряд источников отмечает, что храм использовался для богослужения в период расцвета христианства и был закрыт в результате преследований язычников в конце существования Римской империи. История храма между 268 годом и моментом его закрытия практически неизвестна, как и точная дата его закрытия. Аммоний Александрийский в своём комментарии к Деяниям Апостолов (середина V века н. э.) упоминает, что закрытие храма произошло на его памяти. Предполагается, что закрытие храма Артемиды произошло в начале-середине V века, в качестве самой ранней даты называется 407 год н. э.. После закрытия храма имя Артемиды было стёрто из надписей по всему городу Эфесу.

### Окончательное разрушение
Неизвестно, сколько времени прошло между закрытием храма и его окончательным разрушением. Некоторые из элементов храма в конечном итоге были использованы при строительстве других зданий. Так, часть колонн в соборе Святой Софии в Константинополе первоначально принадлежали храму Артемиды, а в «Кратких исторических заметках» упоминается использование в Константинополе нескольких статуй и других декоративных элементов из этого храма.
Основными античными источниками о храме Артемиды в Эфесе являются «Естественная история» Плиния Старшего, Помпоний Мела и «Жизнь Александра» Плутарха.

## Обнаружение развалин храма и археологические исследования
После шести лет поисков экспедиция под руководством Джона Вуда, спонсируемая Британским музеем, обнаружила местонахождение знаменитого храма. Это произошло в 1869 году, раскопки продолжались до 1874 года. Несколько фрагментов скульптур храма были найдены во время раскопок 1904—1906 гг. под руководством Дэвида Хогарта. Восстановленные скульптурные фрагменты постройки IV века и некоторые предметы из более раннего храма были собраны и выставлены в «Эфесской комнате» Британского музея. Кроме того, в Британском музее хранится часть одного из древнейших в мире кладов монет (600 г. до н. э.), обнаруженного в фундаменте древнего храма.
В настоящее время на месте храма стоит одна-единственная колонна, восстановленная из обломков.